# Алан Каммінг
Алан Каммінг (англ. Alan Cumming; нар. 27 січня 1965 року, Шотландія, Пертшир) — шотландсько-американський актор, виконавець, письменник та активіст. Відомий по роботі на театральній сцені й у фільмах «Емма», «Золоте око», «Люди Ікс 2», трилогії «Діти шпигунів», а також за роллю Ілая Голда у серіалі «Гарна дружина».

## Раннє життя та освіта
Народився в Аберфелді, Пертшир, Шотландія, в сім'ї Мері Дарлінг, секретарки страхової компанії, і Алекса Каммінга, лісничого. Переїхавши з родиною в Ангус, Каммінг відвідував початкову школу «Monikie» англ. Monikie Primary School) і середню школу «Carnoustie» (англ. Carnoustie High School). Він виріс неподалік від Карнусті, на західному узбережжі Шотландії. 
У нього є брат Том, який на шість років старший, племінниця і два племінники. Його брат працює менеджером з нерухомості в Саутгемптоні, Англія.
У своїй автобіографічній книзі «Не син мого батька» Каммінг розповів, що в дитинстві переніс емоційне і фізичне насильство з боку свого батька. Його мати не могла оформити розлучення, поки не стала фінансово незалежною. Він не спілкувався зі своїм батьком з двадцяти років і до того моменту, як взяв участь в зйомках програми «Родовід сім'ї». Пізніше він дізнався, що батько вважав, що Каммінг не є його біологічним сином. Каммінг і його брат зробили ДНК-тест, які довели, що вони є його біологічними дітьми.
Каммінг півтора року працював редактором і колумністом телевізійного журналу. Потім він навчався в Королівській консерваторії Шотландії в Глазго, після закінчення якої багато працював в театрах Шотландії, беручи участь в постановках.

## Кар'єра

### Кіно
Каммінг дебютував на великому екрані у фільмі «Prague» Йена Селлара в 1992 році, прем'єра якого відбулася на Каннському кінофестивалі. Ця роль принесла йому номінацію на шотландську премію BAFTA. Він також запам'ятався глядачам по ролі Бориса Грищенко в серії Бондіани «Золоте око» і містера Елтона в «Еммі». Першим фільмом актора в США стала картина «Ромі та Мішель на зустрічі випускників».

## Особисте життя
Каммінг — бісексуал. Він живе в Нью-Йорку разом зі своїм чоловіком, ілюстратором Грантом Шаффером, і двома собаками, Джеррі і Лалою. Пара зустрічалася протягом двох років, перш ніж укласти громадянське партнерство 7 січня 2007 року в Гринвічі, Велика Британія. Каммінг і Шаффер офіційно одружилися в Нью-Йорку 7 січня 2012 року, в п'яту річницю укладання їхнього партнерства.
Раніше він був одружений зі своєю однокурсницею Хіларі Ліон з 1985 по 1993 рік. Протягом двох років Каммінг перебував у стосунках з актрисою Саффрон Берроуз, а також шість років зустрічався з театральним режисером Ніком Філіппу.
7 листопада 2008 року Каммінг отримав друге, американське громадянство (зі збереженням першого, британського).
Каммінг — захисник прав ЛГБТ-спільноти, і активно бере участь в діяльності таких організацій, як Альянс геїв і лесбійок проти дифамації (GLAAD) і Кампанії за права людини (HRC). 
У серпні 2005 року на 16-й щорічній церемонії вручення «GLAAD Media Awards» він був удостоєний премії імені Віто Руссо.
З 2012 року є веганом. 

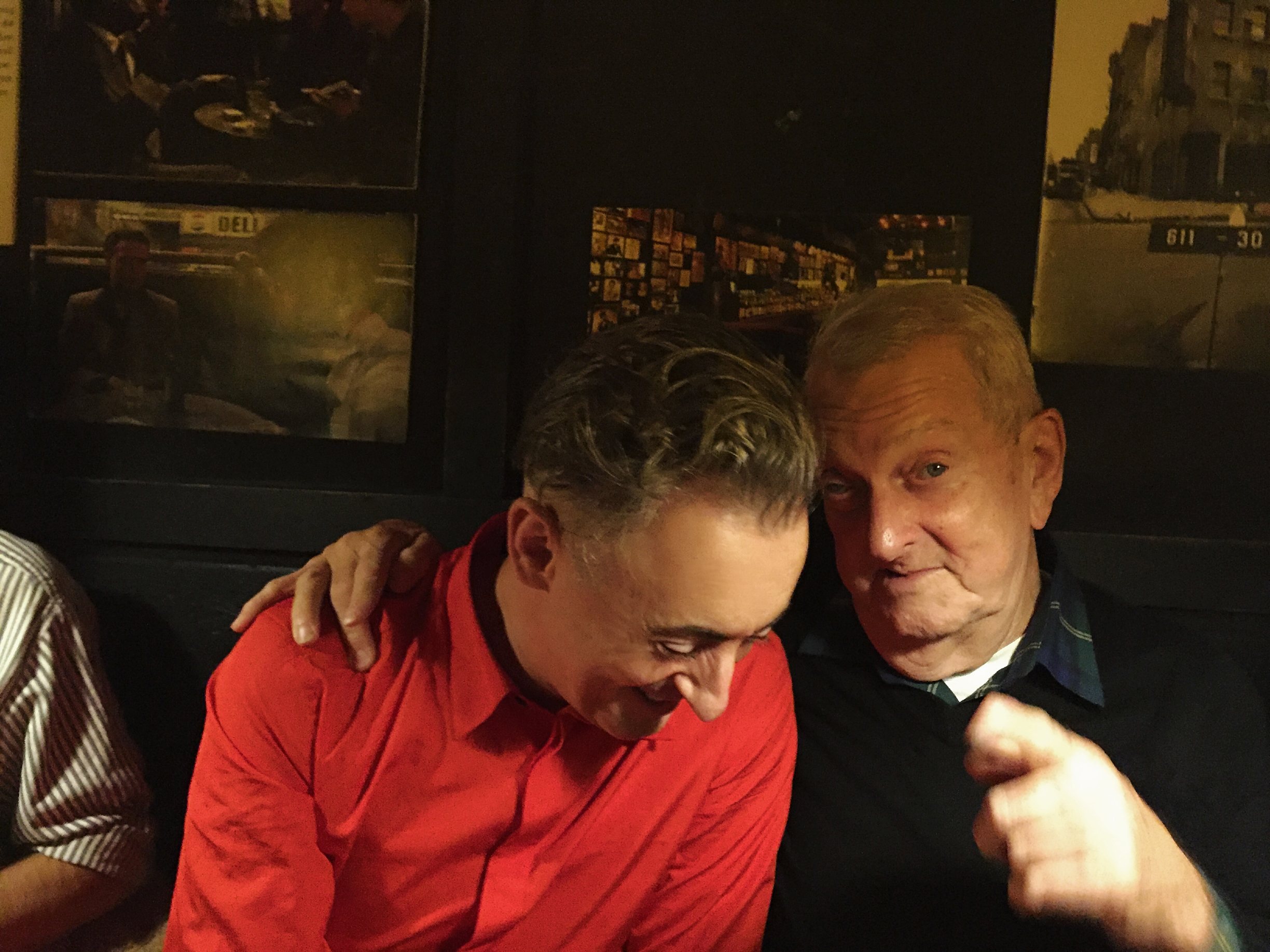
Каммінг і активіст Дік Лейч.

У 2017 році він був нагороджений Гуманітарної премією від організації PETA.
Каммінг — атеїст.

## Фільмографія
| Рік       |     | Українська назва                            | Оригінальна назва                      | Роль                    |
| --------- | --- | ------------------------------------------- | -------------------------------------- | ----------------------- |
| 1993      | ф   |                                             | The Airzone Solution                   |                         |
| 1993      | тф  | Кабаре                                      | Cabaret                                |                         |
| 1994      | ф   | Чорний Красень                              | Black Beauty                           | голос Чорного Красеня   |
| 1994      | ф   | Другий кращий                               | Second Best                            | Бернард                 |
| 1995      | ф   | Золоте око                                  | GoldenEye                              | Борис Іванович Грищенко |
| 1995      | ф   | Коло друзів                                 | Circle of Friends                      | Шон Уолш                |
| 1995      | с   | На висоті                                   | The High Life                          | Себаст'ян               |
| 1996      | ф   | Емма                                        | Emma                                   | містер Елтон            |
| 1997      | ф   | Ромі та Мішель на зустрічі випускників      | Romy and Michele's High School Reunion | Сенді Фрінк             |
| 1997      | ф   | Бадді                                       | Buddy                                  |                         |
| 1997      | ф   | Спайс Уорлд                                 | Spice World                            |                         |
| 1997      | ф   |                                             | For My Baby                            | Деніель                 |
| 1997      | кор |                                             | Bathtime                               |                         |
| 1999      | тф  | Енні                                        | Annie                                  |                         |
| 1999      | ф   | Планкет та Маклейн                          | Plunkett & Macleane                    | лорд Рочестер           |
| 1999      | кор | Спали свій телефон                          | Burn Your Phone                        | Енді                    |
| 1999      | ф   | Із широко заплющеними очима                 | Eyes Wide Shut                         | робітник готеля         |
| 2000      | ф   | Свій хлопець                                | Company Man                            |                         |
| 2000      | ф   | Тітус                                       | Titus                                  | Сатурнін                |
| 2000      | ф   | Прибрати Картера                            | Get Carter                             | Джеремі Кіннер          |
| 2000      | ф   | Флінстоуни 2: Віва Рок-Вегас                | The Flintstones in Viva Rock Vegas     | Великий Газу            |
| 2000      | ф   | Урбанія                                     | Urbania                                | Бретт                   |
| 2000      | ф   | Джозі і кішки                               | Josie and the Pussycats                |                         |
| 2001      | ф   | Діти шпигунів                               | Spy Kids                               | Феган Флуп              |
| 2001      | ф   | Ювілей                                      | The Anniversary Party                  | Джо Теріан              |
| 2002      | ф   | Діти шпигунів 2: Острів несправджених надій | Spy Kids 2: Island of Lost Dreams      | Феган Флуп              |
| 2002      | ф   | Ніколас Нікбі                               | Nicholas Nickleby                      |                         |
| 2002      | тф  | Нульовий ефект                              | Zero Effect                            | Деріл Зеро              |
| 2002      | кор |                                             | CineMagique                            |                         |
| 2003      | ф   | Діти шпигунів-3D: Кінець гри                | Spy Kids 3-D: Game Over                | Феган Флуп              |
| 2003      | ф   | Люди Ікс 2                                  | X2                                     | Курт Вагнер/Нічний Змій |
| 2003      | кор | Прірва                                      | Pits                                   | пан Віл'ямс             |
| 2004      | тф  | Восімнадцятиріччя                           | Eighteen                               |                         |
| 2004—2005 | с   | Зоопарк у взуттєвій коробці                 | Shoebox Zoo                            |                         |
| 2004      | тф  | Дівчина для прощання                        | The Goodbye Girl                       | Марк                    |
| 2005      | ф   | Повернення містера Ріплі                    | Ripley Under Ground                    | Джефф Констант          |
| 2005      | ф   | Народжений вітром                           | Sweet Land                             |                         |
| 2005      | ф   | Бам-Бам і Селест                            | Bam Bam and Celeste                    | Євгеній                 |
| 2005      | ф   | Невдаха                                     | Neverwas                               | Джейк                   |
| 2005      | кор | Погана кров                                 | Bad Blood                              |                         |
| 2005      | ф   | Божевілля навколо марихуани: кіномюзикл     | Reefer Madness: The Movie Musical      |                         |
| 2005      | ф   | Син Маски                                   | Son of the Mask                        | Локі                    |
| 2006      | ф   | Проблеми Грей                               | Gray Matters                           | Горді                   |
| 2006      | ф   | Дорослі люди                                | Full Grown Men                         |                         |
| 2006      | ф   | Ветеринар Сер Біллі                         | Sir Billi the Vet                      |                         |
| 2007      | ф   | Крова розплата                              | Suffering Man's Charity                | Джон Вандермарк         |
| 2007      | ф   | Камінг-аут                                  | Coming Out                             |                         |
| 2007—2008 | с   | Зачароване королівство                      | Tin Man                                | Глюк/Амброз             |
| 2009      | ф   | Як усе заплутано                            | It's Complicated                       | ТБ актор                |
| 2009      | ф   | Бугі-Вугі                                   | Boogie Woogie                          |                         |
| 2009—2016 | с   | Гарна дружина                               | The Good Wife                          | Ілай Голд               |
| 2009      | ф   | Виклик                                      | Dare                                   | Ґрант Метсон            |
| 2009      | ф   | Поливуд                                     | PoliWood                               | камео                   |
| 2010      | ф   | Буря                                        | The Tempest                            | Себаст'ян               |
| 2010      | тф  | Боги річного світу                          | Riverworld                             | Зрадник-хранитель       |
| 2010      | ф   | Бурлеск                                     | Burlesque                              | Алексіс                 |
| 2011      | ф   | Смурфики                                    | The Smurfs                             | Гатсі (озвучка)         |
| 2011      | ф   | У лісах                                     | In the Woods                           |                         |
| 2011      | ф   | Майже кохання                               | Almost in Love                         |                         |
| 2011      | ф   | Душевні хвороби                             | Maladies                               |                         |
| 2011      | с   | Вебтерапія                                  | Web Therapy                            | Остін Кларк             |
| 2012      | мф  | Пухнасті проти зубастих                     | The Outback                            | Бог (озвучка)           |
| 2012      | ф   | Далі 3D                                     | Dali 3D                                |                         |
| 2012      | ф   | Зараз або ніколи                            | Any Day Now                            | Руді                    |
| 2013      | ф   | Смурфики 2                                  | The Smurfs 2                           | Гатсі (озвучка)         |
| 2015      | мф  | Дивна магія                                 | Strange magic                          | болотний цар (озвучка)  |
| 2017      | ф   | Битва статей                                | Battle of the Sexes                    | Тед Тінлінг             |
| 2018      | с   | Інстинкт                                    | Instinct                               | Ділан Рейнхарт          |
| 2018      | с   | Доктор Хто                                  | Doctor Who                             | Яков I                  |
| 2022      | ф   | Марлоу                                      | Marlowe                                | Лу Хендрікс             |